# Major Lazer
A Major Lazer nevű együttest 2008-ban alapította Diplo amerikai producer és DJ, valamint Switch brit producer és DJ, majd 2011-ben útjaik 3 év után elváltak. Az előadók kiléte sokáig kérdéses volt a rajongók számára.
Ezek után csatlakozott a formációhoz Jillionaire és Walhsy Fire. Ők a mai napig aktív tagjai a csapatnak. A Major Lazer formáció megalakulásuk után nem sokkal meghódította a világot rendkívül színes zenei stílusával, változatos vendégelőadóival. A vendégelőadók és a stíluskavalkád miatt évről évre egyre több rajongót sikerült maga köré gyűjtenie és a népszerűsége folyamatosan növekszik. Különböző stílusok keverednek az elkészített számaikban, többek között: reggae, EDM, dancehall, moombathon, elektro, hiphop és funk is.
2009-ben, még Diplo és Switch által jelent meg a Guns Don’t Kill People című első albumuk, az albumon megjelent vendégelőadók a következők voltak: Santigold, Vybz Kartel, Ward 21, Busy Signal, Nina Sky, Amanda Blank, Mr. Vegas, Turbulence, Mapei, T.O.K, Prince Zimboo, Leftside stb.
Az album egyik száma, a Hold the Line-hoz tartozó klip az MTV Awards-on jelölésre került. Majd a dal szerepelt a FIFA 10 videójátékban is.
Skerrit Bwoy a csapat aktív és állandó tagja volt 2012-ig, majd kiszállt a formációból. A 2013-ban megjelent album, a Free The Universe, sokkal rövidebb idő alatt nagyobb sikert aratott, mint az előző nagylemezük.
2015-ben jelent meg a következő nagylemezük, a Peace is the Mission című. Az albumon megjelent számok a hazai, illetve külföldi toplisták élén álltak hónapokig, és a nyár legnagyobb slágerei közé tartoztak. A nagylemezen olyan vendégelőadók dolgoztak a formációval, mint:  Ariana Grande, Ellie Goulding, Pusha T., DJ Snake, MØ. Az album 2015. június elsején debütált.
Walshy Fire tag szerint a következő nagylemezük még 2015-ben vagy 2016 legelején fog megjelenni, Music Is the Weapon címmel. Egyelőre annyit lehet tudni a lemezről, hogy  Selah Sue is közreműködik az elkészítésében.

## Stúdióalbumok
- Guns Don't Kill People... Lazers Do (2009)
- Free the Universe (2013)
- Peace Is the Mission (2015)
- Music Is the Weapon (2017)
- Lazerism (2020)

## Fordítás
Ez a szócikk részben vagy egészben  a   Major Lazer című angol Wikipédia-szócikk fordításán alapul.  Az eredeti cikk szerkesztőit annak laptörténete sorolja fel. Ez a jelzés csupán a megfogalmazás eredetét és a szerzői jogokat jelzi, nem szolgál a cikkben szereplő információk forrásmegjelöléseként.